# NGC 5332
NGC 5332 est une galaxie lenticulaire située dans la constellation du Bouvier. Sa vitesse par rapport au fond diffus cosmologique est de 6 971 ± 18 km/s, ce qui correspond à une distance de Hubble de 102,8 ± 7,2 Mpc (∼335 millions d'al). NGC 5332 a été découverte par l'astronome américain Lewis Swift en 1887.
À ce jour, deux mesures non basées sur le décalage vers le rouge (redshift) donnent une distance de 104,450 ± 30,476 Mpc (∼341 millions d'al), ce qui est à l'intérieur des valeurs de la distance de Hubble.